# Kaptajn Nemo
|  | Sammenskrivningsforslag Artiklen Kaptajn Nemo er foreslået føjet ind i En verdensomsejling under havet. (Siden maj 2016) Diskutér forslaget |

Kaptajn Nemo er en af hovedpersonerne i Jules Vernes roman, En verdensomsejling under havet og biperson i en anden af hans romaner, Den hemmelighedsfulde ø. Nemo betyder "ingen", og han er i det hele taget en gådefuld figur. Han har været meget rig og veluddannet og har kunnet bygge en undervandsbåd, Nautilus hvor han har kunnet trække sig tilbage fra verden og leve af havets dyr og planter. Han støtter undertrykte grækere med værdier fra sunkne skibsvrag, og han hader Storbritannien, det antydes at han har haft frygtelige oplevelser i et land med engelsk kolonistyre.
 
I den hemmelighedsfulde ø er alle hans mænd døde og han er alene tilbage i Nautilus, til sidst lader han Nautilus med ham selv om bord gå til grunde i et vulkanudbrud.